# قانون الجنسية السورية
قانون الجنسية السورية هو القانون الذي ينظم اكتساب الجنسية السورية ونقلها وفقدانها. الجنسية السورية هي صفة المواطن السوري ويمكن الحصول عليها عن طريق الولادة أو التجنس. صدر قانون الجنسية السورية في عام 1969 بموجب المرسوم التشريعي 276.
الجنسية السورية تحددها في الغالب الأبوة (الأب) (انظر قانون حق الدم). فمكان الولادة غير ذي صلة، والولادة في سوريا لا تمنح الحق التلقائي في الجنسية السورية. وهذا يعني في أغلب الحالات أن الأفراد يعتبرون من المواطنين السوريين بصرف النظر عما إذا كانوا يولدون داخل سوريا أو خارجها ما دام أبوهم يحمل الجنسية السورية.
ولا تمنح الولادة لأم سورية الجنسية تلقائيا. إذا تزوجت امرأة سورية من زوج أجنبي، فإن أطفالها سيحصلون على جنسية الزوج الأجنبي وليس لديهم أي مطالبة بالجنسية السورية، حتى لو ولدوا وترعرعوا في سوريا. وتتمثل التداعيات القانونية في أن هؤلاء الأشخاص يواجهون عددا من العقبات، أحدها عدم قدرتهم على العمل في القطاع العام.
الولادة في سوريا لا تمنح في حد ذاتها الجنسية السورية. لذلك، فإن حق مسقط الرأس لا ينطبق.
ويعتبر الأطفال المولدون في سوريا لآباء فلسطينيين، حتى وإن كانوا هم أنفسهم مولودين في سوريا، فلسطينيين وليسوا مواطنين سوريين. على الرغم من أن الفلسطيني السوري يتمتع بمعظم الحقوق المتاحة للمواطن السوري ما عدا حق الانتخاب والترشح. لا يمكن للأم أن تمنح ابنها الجنسية السورية إلا في ظروف محدودة جدا مثل غياب الأب أو انعدام الجنسية".

## تجنب انعدام الجنسية
ولتجنب انعدام الجنسية، يجوز للأشخاص الذين لا تعرف أبوتهم أو غير المعلنة أن يكتسبوا أيضا الجنسية السورية إذا ولدوا في سوريا في ظروف معينة، على سبيل المثال، إذا ولدوا لأم سورية ولكنهم غير قادرين على تحديد من هو أبوهم، أو لقيط مولود في سوريا لا يعرف الوالدان كلاهما، أو الوالدان يحملان جنسية غير معروفة أو لا يحملان جنسية (أي، عديمي الجنسية)؛ إذا وُلدوا في سورية ولم يكونوا وقت ولادتهم يحق لهم الحصول على جنسية أجنبية من والديهم؛ وعندما يكون لديهم أصول سورية ولكن لم يكتسبوا جنسية أخرى.
غير أن هذه الضمانات ضد انعدام الجنسية عند الولادة لا تنفذ بصورة منهجية. وعلاوة على ذلك، فإن هذا الحكم ينطبق فقط على الأطفال المولودين في سوريا، ومن الواضح أنه لا ينطبق على أطفال اللاجئين السوريين الذين يولدون في البلدان المضيفة.

## الآثار المترتبة على المشردين
قد يجد النازحون أو اللاجئون من سوريا، مثل اللاجئين الذين ينتمون إلى الحرب الأهلية السورية، صعوبة في إثبات الجنسية السورية لوالدهم. على سبيل المثال، قد لا يكون الزواج قد تم تسجيله، أو قد تكون وثائق الزواج قد فُقدت، أو قد يكون الأب قد مات أو فقد أو انتقل إلى بلدان ثالثة، أو قد يكون مكان وجوده أو هويته غير معروف. ويمكن أن يعني الجمع بين هذه العوامل عدم وجود دليل قانوني أو مادي على أن والد الطفل سوري. وفي بعض البلدان المجاورة، لا يمكن تسجيل الطفل دون إثبات قانوني لهوية الأب. في جميع البلدان، عندما لا تستطيع الأم اللاجئة إثبات أن والد طفلها سوري، فإن التمييز في قوانين الجنسية السورية يعرض طفلها لخطر انعدام الجنسية.

## التجنيس
الطريقة الأخرى لاكتساب الجنسية السورية هي من خلال التجنس. ويمكن لغير المواطنين الذين أقاموا في البلد لأكثر من 5 سنوات ويستوفون عددا من الشروط الأخرى التقدم بطلب للحصول على الجنسية. يتم تخفيف المتطلبات للأفراد من بلد عربي آخر، مثل شرط التمكن من التحدث وقراءة اللغة العربية بطلاقة.
ويمكن للمرأة الأجنبية التي تتزوج من رجل سوري أن تتجنس على أساس ذلك الزواج، ولكن لا يمكن للزوج الأجنبي أن يكتسب الجنسية السورية على أساس الزواج من زوجة سورية.

## فقدان الجنسية
لا يمنح قانون الجنسية السوريين الحق في التخلي عن جنسيتهم السورية من جانب واحد. قد يفقد السوريون هذا الأمر إذا اكتسبوا جنسية أجنبية، ولكن بموافقة الحكومة السورية فقط. كما تحتفظ سورية بحق سحب الجنسية السورية للشخص في ظل ظروف معينة، مثل تلك المتعلقة بالأمن القومي.

## الجنسية المزدوجة
ازدواجية الجنسية معترف بها من قبل سوريا.

## وصلات خارجية
- أحكام خاصة بالجنسية؛ وزارة الخارجية والمغتربين